# Всероссийский научно-исследовательский институт пресноводного рыбного хозяйства

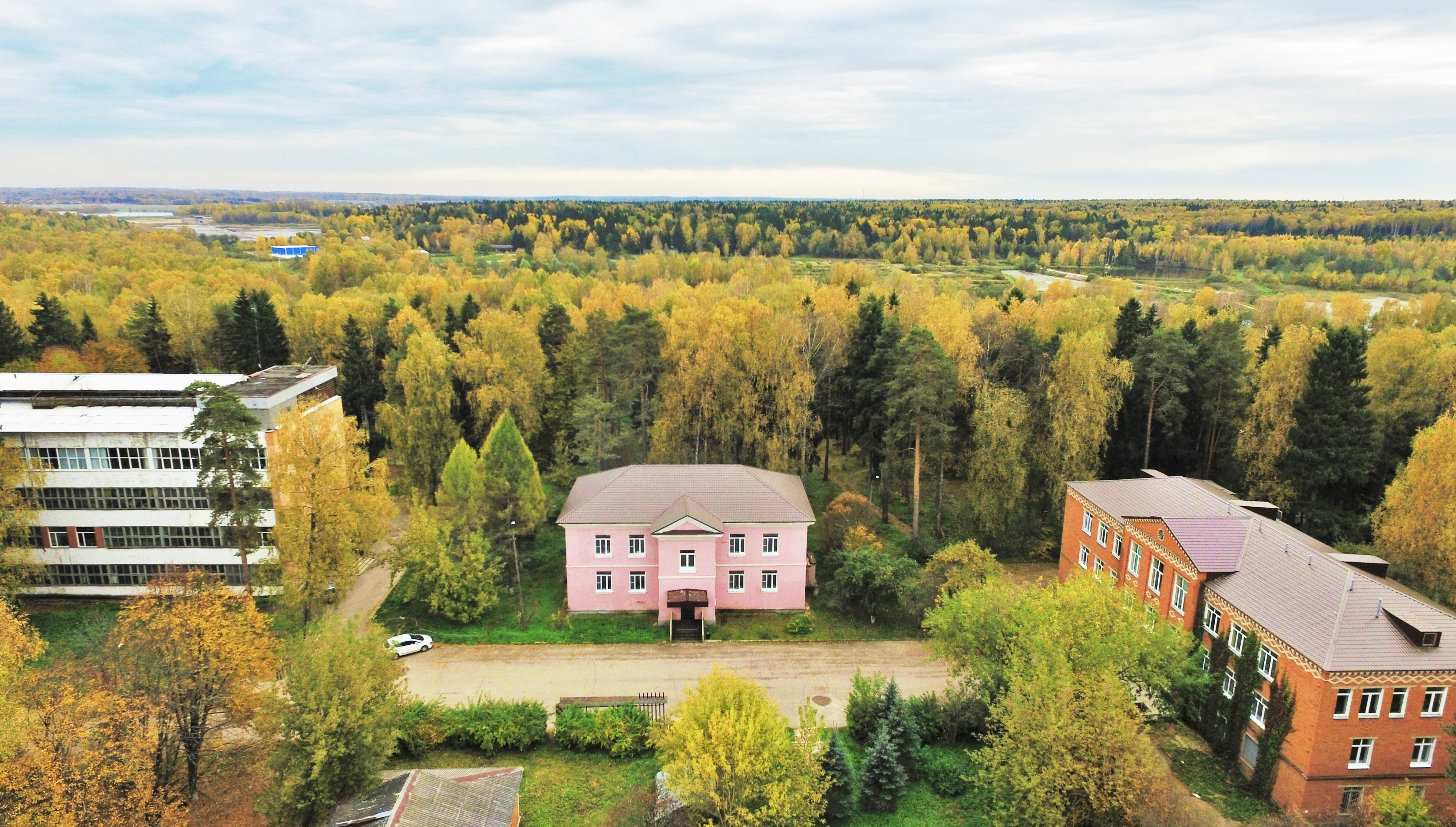
Филиал в посёлке Рыбное

Всероссийский научно-исследовательский институт пресноводного рыбного хозяйства (ВНИИПРХ) — российский научно-исследовательский институт, проводящий исследования в областях рыболовства, товарной аквакультуры, искусственного воспроизводства ценных видов рыб, сохранения их биоразнообразия, экологической оценки рыбохозяйственных водоемов. Основной филиал находится в посёлке Рыбное Московской области.
Создан в 1932 году как Центральный научно-исследовательский институт прудового рыбного хозяйства (ЦНИИПРХ). В 1934 году переименован во Всесоюзный, затем в 1936 году во Всероссийский научно-исследовательский институт прудового рыбного хозяйства (ВНИИПРХ). В 1996 году из прудового был переименован в институт пресноводного рыбного хозяйства. В конце XX века в институте создан единственный в России криобанк половых продуктов, где хранится значительная коллекция геномов редких и исчезающих ценных рыб.
ВНИИПРХ имеет статус федерального государственного унитарного предприятия, которое включает: собственно сам институт с несколькими научными лабораториями, экспериментально-производственную базу (в том числе племенной и комбикормовый заводы) и Конаковский филиал (завод по осетроводству). Институт является членом Международного совета по научно-техническому сотрудничеству в области исследований водных ресурсов и аквакультуры, а также членом сотрудничества Сети центров по аквакультуре в Центральной и Восточной Европе.